# Francisco de Portugal (1585-1632)
Francisco de Portugal (Lisboa, 12 de Julho de 1585-5 de Julho de 1632), senhor do prazo de Alvarinha, comendador e alcaide de Fronteira, capitão-mor das Naus do Estado da Índia, foi grande cortesão e poeta.
Tinha estatura mediana, bem proporcionada, cabelo negro, barba povoada, rosto alvo e gentil, olhos vivos, e tão airoso a pé como a cavalo.

## Biografia
Nos primeiros anos, pela sua condição de nobre, dedicou-se a aprender a usar as armas, a montar a cavalo, a tocar vários instrumentos musicais e a escrever poesia.
Depois, passando pela corte de Madrid, "frequentou o Palácio de Filipe III de Espanha onde foy applaudido, e estimado pelo mais discreto cortezão daquelle idade causando respeito aos inferiores, enveja aos iguais, e admiração aos mayores. Entre todos se distinguia na pompa, e boa eleição dos vestidos, que trajava, posto que a fazenda que possuia não era correspondente à sua qualidade. Ninguem podia competir com elle assim na urbanidade do trato, como na promptidão das respostas, e agudeza dos ditos, que sendo muitos jocosos nunca degenerarão em pueris".
Em sua extensa correspondência, são frequentes as alusões aos principais escritores espanhóis da época, como o conde de Villamediana, Lope de Vega, Francisco de Quevedo ou o próprio Góngora, com alguns dos quais ele parece ter mantido um relacionamento de estreita amizade.
Como capitão participou heroicamente na defesa da Bahia em 1624 contra os neerlandeses.
Esteve preso duas vezes. Primeiro na Santa Casa da Misericórdia de Lisboa e logo no castelo de Almada, entre 1627 e 1628, oficialmente por haver recusado embarcar para o Estado da Índia. Mas na verdade foi por uma razão sólida, em rasão do seu lado, que era ter se negado a participar no processo judicial contra o Vice rei da Índia, que não era outro que não um seu parente muito próximo e de quem seria porventura grande amigo, o 4.º conde da Vidigueira, Francisco da Gama.
Por fim, professou como monge terciário franciscano no Convento de São Francisco da Cidade, em Lisboa.

## Obra
A maior parte de sua produção poética - que inclui sonetos, músicas, motes, redondilhas, sextinas, oitavas e romances em português e castelhano - foi compilada sob o título «Divinos e humanos versos».
Foi também o autor da «Arte de Galanteria.
Mas, convém destacar que escreveu um reconhecido romance de cavalaria português «Crónica do Imperador Beliandro», assim como a antologia lírica intitulada «Tempestades e batalhas de um cuidado ausente», também publicada postumamente na imprensa lisboeta de Antonio Craesbeeck de Melo em 1683.

## Dados genealógicos
Filho de: Lucas de Portugal e de Antónia de Castro (da Silva), filha de D. Antão Soares de Almada e D. Vicência de Castro.
Casou com Cecília de Portugal, filha de António Pereira de Berredo, comendador de São João da Castanheira e São Gens de Arganil na Ordem de Cristo, capitão e governador da Madeira e da Praça de Tanger, general da Armada de Portugal, de D. Mariana de Portugal.
Tiveram:
- D. Lucas de Portugal, mestre-sala da corte de Afonso VI[15] (alvará de 12 de Abril de 1652[16]), casado com D. Filipa de Almeida, sem geração,[17] e que publicou as obras de seu pai.[10]
- D. António de Portugal, religioso da Ordem dos Pregadores.[2]
- D. Diogo Portugal que morreu no naufrágio do galeão de Tristão de Mendonça.[2] Isso aconteceu na praia de Praia da Peralta, em 1642, segundo um padrão que lá se encontra.
- D. Lourenço de Portugal, cavaleiro da Ordem de Malta.[2]
- D. Carlos de Portugal, religioso na Ordem de Cristo[2]
- D. Maria de Portugal casada com Paulo da Gama, primo direito de seu pai.[2]
- D. Mariana de Portugal.[17] Solteira.[2]
- D. Margarida de Portugal.[17] Solteira.[2]